# John Carter (ER)
John Truman Carter III, más conocido simplemente como John Carter, es un personaje de ficción del drama médico ER, interpretado por Noah Wyle de 1994 a 2005, con apariciones especiales en 2006 y 2009.
El personaje, llamado simplemente "Carter" por la mayoría del personal del ficticio Hospital Cook County General de Chicago, fue introducido en el primer episodio de la serie como un estudiante de medicina que inicia su rotación en medicina de urgencias, para luego ir progresando en las siguientes temporadas como residente y médico tratante, hasta finalmente comportarse como uno de los nexos que permite entender el ciclo completo de la serie.

## Biografía
Carter proviene de una de las familias más acaudaladas de los Estados Unidos y, contra los deseos de su familia, entra a estudiar medicina.

### Primeras temporadas
Carter ingresa al Hospital Cook County General en 1994 como estudiante de medicina de tercer año en su rotación por la sala de urgencias, siendo asignado a la tutoría del Dr. Peter Benton. Como cualquier interno, Carter se caracteriza por carecer de experiencia, lo que lo lleva a continuos choques con Benton. Sin embargo, y al contrario de este, Carter expone un enfoque más dedicado y compasivo con sus pacientes.
Durante la segunda temporada, Carter inicia su cuarto año como estudiante del departamento de cirugía y, nuevamente, con Benton como tutor. Entre 1995 y 1996 se involucra románticamente con la estudiante Harper Tracey (Christine Elise).
Luego de continuar su internado en cirugía entre 1996 y 1997, a mediados de ese año decide cambiar su especialidad a medicina de urgencias, al notar que cirugía no le permitía conectarse realmente con los pacientes. Acepta trabajar gratis para ser aceptado, ya que puede vivir de la riqueza de su familia, ya que por los presupuestos del hospital, era imposible aceptarlo en una situación normal. Durante esta época, tiene una breve relación con la Dra. Abby Keaton y entabla amistad con las doctoras Maggie Doyle y Anna Del Amico. Junto a esta última, se enfrenta a su primo Chase, que posee una fuerte adicción a la heroína.
Como residente de su confianza crece, y no raramente hace lo que está en su poder (o, a veces, las cosas fuera de su poder, para gran disgusto de sus superiores) para ayudar a los pacientes. En 1999 se le asigna a la estudiante de medicina Lucy Knight para que sea su mentor.

### Temporadas 6 a 8
En 2000, durante el Día de San Valentín en el episodio Be Still My Heart, Carter es apuñalado junto a Lucy Knight por un paciente esquizofrénico (David Krumholtz). Knight muere a causa de las heridas, mientras que Carter pierde un riñón y sufre una drogodependencia fruto del constante dolor, la culpa de haber sobrevivido y de no querer buscar ayuda. En el episodio May Day de la sexta temporada, la estudiante Abby Lockhart lo descubre inyectándose las sobras de fentanilo de un paciente, por lo que informa a sus superiores, quienes exigen a Carter ingresar en un centro de rehabilitación en Atlanta si quiere seguir con su trabajo en el hospital.
A su regreso de la rehabilitación, hace las paces con su primo Chase, quien se encuentra con severas dificultades motoras luego de su adicción. Por entonces, inicia una amistad con la, ahora nuevamente, enfermera Abby, quien ha debido abandonar sus estudios de medicina debido al no pago de su mensualidad universitaria.

### Voluntariado en África
A finales de la novena temporada viaja a África, con la organización Alliance de Medicine Internacionalle, para ayudar a su colega Luka Kovač en el Congo. Después de dos semanas de voluntario en Kisangani, regresa a Chicago a enmendar su deteriorada relación con la enfermera Abby Lockhart al inicio de la décima temporada. Luego de que llegan noticias de la muerte de Kovač, Carter vuelve a África a reclamar el cuerpo, pero luego de una larga búsqueda, encuentra a este con vida. Antes de enviar a Kovač de regreso a Chicago, le pide que entregue una carta para Abby, en la que finaliza su relación.
John se queda a vivir en Kisangani durante siete meses, en los cuales trabaja como médico en una clínica. Es allí, donde unos meses después, conoce a Kem Likasu, una terapeuta del Ministerio de Salud, encargada de un programa piloto para tratar con pacientes con VIH/SIDA. Aunque al principio tenían discordancias respecto al tratamiento de los pacientes, terminan enamorándose y viviendo un fugaz romance que culmina con el embarazo de Kem a las 6 semanas de relación. El embarazo de Kem continúa sin complicaciones hasta el octavo mes, cuando tienen que forzar el parto debido a que el bebé muere dentro del vientre. Un nudo en el cordón umbilical, provocado por el movimiento del bebé, causa un enredo accidental y su posterior deceso.
Al inicio de la undécima temporada, Carter y Kem dispersan las cenizas de su hijo en un lago, y deciden lidiar con la pérdida por separado, ante la inminente partida de Kem de regreso al Congo. Durante el resto de la temporada, Carter supervisa la construcción de un centro de salud para las personas sin hogar y se le ofrece la permanencia en el hospital. Sin embargo, decide volver con Kem al final de la temporada.
En la duodécima temporada, Carter se encuentra en Darfur, y se devela que él y Kem se han casado.

### Temporada final
En 2009, Carter se ve afectado por una amiloidosis, que devino de una esquistosomiasis, que daña irreparablemente el único riñón con el que contaba. Mientras trabaja esporádicamente en el hospital, sufre una crisis y es trasladado al Northwestern Medical Center. Allí trabaja su exmentor Peter Benton, quien le acompaña y supervisa su operación de trasplante.

## Recepción del personaje
Wyle fue galardonado en 1997 con el Premio Viewers for Quality Television al mejor actor de reparto, por su trabajo en la tercera temporada; y en 2001 y 2003 el Prism Awards. También un TV Guide Award al actor de reparto del año en una serie dramática en 2001.
A su vez, fue nominado al Premio Emmy al mejor actor de reparto en una serie dramática entre 1994 y 1999; y al Globo de Oro al mejor actor de reparto de serie, miniserie o telefilme entre 1997 y 1999. También a un Premio Viewers for Quality Television en 1995 y a un Teen Choice Awards en 1999.